# Berkatal
Berkatal település Németországban, Hessen tartományban. Lakosainak száma 1482 fő (2023. december 31.). Berkatal Eschwege és Meißner (Gemeinde) községekkel határos.

## Népesség
A település népességének változása:
| Lakosok száma | 1637 | 1503 | 1470 | 1472 | 1508 | 1482 |
|               | 2014 | 2017 | 2019 | 2021 | 2022 | 2023 |